# Tērvete
Tērvete è un comune della Lettonia appartenente alla regione storica della Semgallia di 4.173 abitanti (dati 2009).

## Località
Il comune è stato istituito nel 2002 ed è formato dalle seguenti località:
- Augstkalne
- Bukaiši
- Tērvete
- Zelmeņi